# Seznam španskih filozofov
Seznam španskih filozofov.

## A
- Abraham ben Samuel Abulafia
- Gumersindo de Azcárate

## B
- Domingo Báñez
- Julián Besteiro Fernandez

## C
- Melchior Cano
- Bartolomé de las Casas

## D
- Domingo de Soto
- Dominik Gundisalvi [Gundissalinus]
- Félix Duque

## E
- Antonio Escobar y Mendoza

## F
- Francesc Eiximenis

## G
- José Gaos
- José Ortega y Gasset
- Francisco Giner de los Ríos
- Ángel González Álvarez
- Baltasar Gracián
- Dominik Gundisalvi [Gundissalinus]

## H
- Abraham Hija
- Gonsalvus Hispanus

## I
- Izidor Seviljski

## J
- Gaspar Melchor de Jovellanos
- Janez od Križa (Juan de Yepes)

## L
- Ramon Llull

## M
- Mojzes Maimonides [M. Al-Maimun]?
- Gregorio Marañón
- Luis de Molina

## N
- Moše Ben Nahman (Jud)
- Filip Neri (Italijan)

## O
- Eugenio d'Ors

## P
- Carlos París (1925-2014)
- Lorenzo Peña (1944)
- Francesc Pi i Margall (Francisco Pi y Margall) (1824-1901)
- Paul B. Preciado (1970)
- Peter Španski [Petrus Hispanus]

## Q
- Vasco de Quiroga 15. stol.

## R
- Ramon Llull [Raymundus Llullus, Doctor Illuminatissimus]
- Ramon Sibiuda
- ibn Rušd [lat.: Averroes]

## S
- George (Jorge Augustín Nicolás Ruiz de) Santayana (špansko-ameriški)
- Julián Sanz del Río
- Fernando (Fernández-)Savater Martín (1947)
- Juan Ginés de Sepúlveda
- Miguel Servet
- Francisco Suárez
- Marina Subirats Martori (1943)

## T
- Terezija Avilska
- Tomás de Mercado
- Josep Maria Terricabras (1946)

## U
- Miguel de Unamuno y Jugo

## V
- Amelia Valcárcel
- Francisco de Vitoria
- Juan Luis Vives

## Z
- María Zambrano Alarcón (1904–1991)
- Xavier Zubiri